# Africa Prize for Leadership for the Sustainable End of Hunger
Der Africa Prize for Leadership for the Sustainable End of Hunger ist mit (jährlich) 100.000 US-Dollar dotiert. Der Preis wird an Politiker verliehen, die sich für ein nachhaltiges Ende des Hungers von Menschen verdient gemacht haben. Er wird von The Hunger Project, einer gemeinnützigen Organisation mit Sitz in New York, verliehen. Im Rahmen der Preisverleihung finden auch Tagungen statt.

## Preisträger
- 1987: Abdou Diouf (Präsident von Senegal) und Thomas Odhiambo (Kenia)
- 1989: Quett Masire (Präsident von Botswana) und Bernard Lédéa Ouédraogo (Burkina Faso)
- 1990: Olusegun Obasanjo (Präsident von Nigeria) und Esther Afua Ocloo (Ghana)
- 1991: Maryam Babangida (Nigeria) und Wangari Maathai (Kenia)
- 1992: Graça Machel (Mosambik) und Ebrahim M. Samba (Gambia)
- 1993: Jerry Rawlings (Präsident von Ghana) und P. Nzamujo Godfrey Ugwuegbulam
- 1994: Nelson Mandela
- 1995: Samuel Nujoma (Präsident von Namibia) und Joyce F. Mungherera (Uganda)
- 1996: Amadou Toumani Touré (Präsident von Mali) und Chief Bisi Ogunleye
- 1997: Joyce Banda (Malawi) und Joaquim Alberto Chissanó (Präsident von Mosambik)
- 1998: Yoweri Kaguta Museveni (Präsident von Uganda) und Celina Cossa
- 1999: Nagbila Aisseta (Burkina Faso)
- 2002: Crispus Kiyonga, Amelia Jacob (Tansania), Bischof Dennis H. de Jong (Sambia), Tibebe Maco (Äthiopien), Jonah Gokova (Sambia)
- 2003: Meaza Ashenafi (Äthiopien) und  Sara Longwe (Sambia)
- 2006: Ellen Johnson-Sirleaf (Liberia)
- 2008: Faiza Jama Mohamed (Somalia) und Janet Nkubana (Ruanda)
- 2011: Florence Chenoweth (Liberia)

Seitdem erfolgte keine Verleihung mehr.